# Елкхарт (Тексас)
Елкхарт (енгл. Elkhart) град је у америчкој савезној држави Тексас. По попису становништва из 2010. у њему је живело 1.371 становника.

## Демографија
Према попису становништва из 2010. у граду је живело 1.371 становника, што је 156 (12,8%) становника више него 2000. године.
| Група             | 2000.         | 2010.         |
| Белци             | 1.058 (87,1%) | 1.086 (79,2%) |
| Афроамериканци    | 99 (8,1%)     | 128 (9,3%)    |
| Азијати           | 0 (0,0%)      | 3 (0,2%)      |
| Хиспаноамериканци | 37 (3,0%)     | 113 (8,2%)    |
| Укупно            | 1.215         | 1.371         |